# Henry H. Chambers
Henry H. Chambers (n. 1 octombrie 1790 – d. 24 ianuarie 1826) a fost un politician american al partidului Democrat-Republican, care a servit ca senator de clasa III al Senatului Statelor Unite ale Americii din partea statului Alabama începând cu 4 martie 1825 până la decesul său. După deces, a fost înlocuit temporar cu Israel Pickens (care a fost numit), până când următorul senator de Alabama, John McKinley, a putut fi ales.